# Molenbosch
Molenbosch is een landgoed aan de Driebergseweg 7 in Zeist.
De buitenplaats is genoemd naar een vroegere stellingmolen langs de Driebergseweg. In 1849 werd de eerste steen gelegd voor het buitenhuis van de Amsterdamse bankier Johannes Bernardus Stoop. Het wordt een huis in neoclassicistische stijl, ontworpen door architect J.D. Zocher jr. die ook de aanleg van de landschappelijke tuin verzorgde. De heuvel waarop het huis staat werd opgeworpen met aarde die vrijkwam bij het graven van de slingervijver. Aan de achterzijde van het gebouw is het souterrain zichtbaar doordat het terrein aan de achterzijde lager ligt dan aan de voorzijde.
Na de familie Stoop werd het rijksmonument bewoond door de familie de Beaufort. In 1989 bouwde Joachim Ferdinand de Beaufort naast het huis een houten kapelletje. Op de plek van een vroegere ijskelder werd omstreeks 1915 een rechthoekig gebouwtje met zadeldak gebouwd. In de Tweede Wereldoorlog werd dit getroffen door een bom. Op het landgoed bevinden zich nog een koetshuis en een tuinmanswoning.

## Gebouw
Het grote blokvormige herenhuis heeft een terugliggende ingangspartij met drie dubbele tuindeuren, waarvoor twee gegroefde dorische zuilen staan. Rondom het gehele pand staan natuurstenen pilasters. Het huis is afgedekt met een afgeplat schilddak. In de middenpartij bevindt zich een uitgebouwde koepelkamer. De schoorstenen worden door windwijzers bekroond.
Achter de inpandige portiek bevindt zich de vestibule die toegang geeft tot de centrale hal met trappenhuis. In de hal bevinden zich marmeren deuromlijstingen, stucwerk in het plafond met rozetmotieven, voluutconsoles en pilasters in neoclassicistische stijl. 

## Bewoners
- - 1835 douairière Henriëtte van Oosthuyse
- 1835/1849 Johannes Bernardus Stoop
- Anna Aleida de Beaufort-Stoop
- ± 1935 Anna Wilhelmina Margaretha de Beaufort
- familie Van Wageningen-de Beaufort